# Ipocinesia
L'ipocinesia è un rallentamento o riduzione dei movimenti spontanei del corpo.
L'ipocinesia si realizza nella sindrome della malattia di  Parkinson
l  caratterizzata da lesioni del globo pallido, del locus niger e del tegmento del mesencefalo.
Non è ancora molto chiaro il meccanismo fisio-patologico dell'ipocinesia.
| Controllo di autorità | J9U (EN, HE) 987007535995205171 |